# حارة القران (صنعاء)
حارة القران هي إحدى حارات حي بيت زبطان بضواحي الأمانة مديرية سنحان وبني بهلول، بلغ تعداد سكانها 239 نسمة حسب تعداد اليمن لعام 2004.